# Parafia św. Jakuba Apostoła w Warszawie (Ochota)
Parafia św. Jakuba Apostoła w Warszawie – parafia rzymskokatolicka należąca do dekanatu ochockiego, archidiecezji warszawskiej, metropolii warszawskiej Kościoła katolickiego, w Warszawie. Obsługiwana przez księży archidiecezjalnych. Kościół parafialny pw. Niepokalanego Poczęcia Najświętszej Maryi Panny znajduje się przy placu Narutowicza.

## Historia parafii
Parafia została erygowana 7 marca 1918 przez ks. abpa Aleksandra Kakowskiego przy budowanym wówczas od kilku lat kościele Niepokalanego Poczęcia NMP. Do tego czasu mieszkańcy Ochoty i okolic uczęszczali do kościołów na Woli i Koszykach. Początkowo kościół-pomnik upamiętniający półwiecze ogłoszenia dogmatu o Niepokalanym Poczęciu Najświętszej Maryi Panny mający obsługiwać Ochotę i przyległe do niej wsie planowano postawić w pobliżu Śródmieścia, jednak mieszkańcy Ochoty i Nowoczystego wymogli lokalizację przy ul. Grójeckiej.

### Kościół parafialny
Kościół parafialny został wybudowany według projektu konkursowego architekta Oskara Sosnowskiego w latach 1911–1938. Został uszkodzony w czasie II wojny światowej i odbudowany w latach 1946–1960, a pewne elementy wystroju dodawano przez następne kilkadziesiąt lat.
Obok kościoła znajduje się również budynek kancelarii parafialnej oraz dwa budynki służące do spotkań wiernych – Sala św. Faustyny i budynek z salami św. Cecylii, Niepokalanej, ministrantów, Akcji Katolickiej i kawiarenką.

## Obszar parafii

### Granice parafii
- Parafia obejmuje fragment Ochoty, mniej więcej od rogu ul. Żwirki i Wigury z ul. Banacha do rogu Alej Jerozolimskich z ul. M. Grzymały-Sokołowskiego, placu Zawiszy i rogu ul. Krzywickiego z ul. Filtrową.

### Sąsiednie parafie
- Od wschodu sąsiaduje z parafią św. Alojzego Orione (granica przez ul. Raszyńską i Stację Filtrów) i parafią Najświętszego Zbawiciela (granica przez ul. Krzywickiego),
- od południowego wschodu z parafią św. Andrzeja Boboli (granica przez ul. Wawelską i Żwirki i Wigury),
- od południa z parafią Opatrzności Bożej (granica przez ul. Banacha),
- od południowego zachodu z parafią NMP Królowej Świata (granica przez ul. Rokosowska i park Zachodni),
- od północnego zachodu z parafią św. Stanisława Biskupa (do której należeli mieszkańcy parafii św. Jakuba przed jej powołaniem) i parafią św. Klemensa (granica przez tory kolei średnicowej)[4].

## Duszpasterze
Pierwszym proboszczem został ks. Jakub Dąbrowski, który pełnił tę funkcję do śmierci podczas bombardowania kościoła. Z parafią oprócz księży parafialnych na początku XXI w. związani byli rezydenci pełniący funkcje przy kurii metropolitalnej lub episkopacie, m.in. Zygfryd Landowski, Andrzej Łaguna, Władysław Jabłoński, ks. dr hab. Franciszek Longchamps de Bérier, Roman Trzciński, Tadeusz Bożełko. Na terenie parafii mieszka również ks. prof. Waldemar Chrostowski.
Z parafią św. Jakuba i kościołem wiąże się postać św. Faustyny, która postanowiwszy wstąpić do zakonu, przyjechała do Warszawy i trafiła do pierwszego zauważonego z dworca kościoła. Był to kościół Niepokalanego Poczęcia, a księdzem, który według jej wizji miał ją pokierować dalej był proboszcz parafii, Jakub Dąbrowski. Wydarzenie to jest upamiętnione tablicą wiszącą w kościele.

## Działalność parafii
Przy parafii działa duszpasterstwo akademickie i związane z nim wspólnoty Ruchu Światło-Życie i ewangelizacyjna „Woda Życia”, nawiązująca do ruchów charyzmatycznych. Poza tym działają inne wspólnoty i ruchy katolickie, w tym młodzieżowa wspólnota Ruchu Światło-Życie (Oaza), grupa Akcji Katolickiej, „Totus Tuus”, „Ja Jestem”, grupa biblijna, zespół charytatywny, schola parafialna prowadzona przez Jakuba Szafrańskiego, oraz schola akademicka). Podobnie jak inne parafie katolickie, parafia św. Jakuba prowadzi również nauczanie przedmałżeńskie i spotkania dla zakochanych, jak też różnego typu inne kursy katolickie (kurs Alfa, spotkania rodzinne itp.).
Na terenie parafii przebywają również Siostry Franciszkanki od Pokuty i Miłości Chrześcijańskiej (przy Grójeckiej 38 mieści się ich dom zakonny „Wspólnota Jana Pawła II”, a przy Grójeckiej 45 – „Wspólnota Opatrzności Bożej”), Siostry Dominikanki Misjonarki Jezusa i Maryi (Grójecka 43), Zgromadzenie Małe Dzieło Boskiej Opatrzności (prowadzące Młodzieżowy Ośrodek Wychowawczy im. ks. Franciszka Toporskiego sąsiadujący z terenem kościoła), a księża z parafii św. Jakuba są kapelanami w Narodowym Instytucie Onkologii im. Marii Skłodowskiej-Curie i Wojewódzkim Szpitalu Chirurgii Urazowej św. Anny.